# دیکی گربن
دیکی گربن (انگلیسی: Diky Greben) یک کوه آتشفشانی در شبه‌جزیره کامچاتکای کشور روسیه است.